# Bakary N'Diaye
Bakary N'Diaye (Nuakchot, 26 de noviembre de 1998) es un futbolista mauritano que juega de defensa en el Al Quwa Al Jawiya de la Liga Premier de Irak. Es internacional con la selección de fútbol de Mauritania.

## Trayectoria
N'Diaye comenzó su carrera deportiva en el FC Tevragh-Zeïna en 2014, club que abandonó en 2017 para jugar en el Difaa El Jadida marroquí.
El 17 de enero de 2021 fue fichado por el C. D. Lugo, que lo asignó para jugar con su filial, el Polvorín F. C. Abandonó el club al finalizar la temporada y en agosto se marchó al Rodos F. C. griego.

## Selección nacional
N'Diaye es internacional con la selección de fútbol de Mauritania, con la que debutó el 28 de mayo de 2016 en un partido amistoso frente a la selección de fútbol de Gabón.
En 2019 fue convocado con Mauritania para la Copa Africana de Naciones 2019.

## Clubes
| Club              | País       | Año       |
| ----------------- | ---------- | --------- |
| FC Tevragh-Zeïna  | Mauritania | 2014-2017 |
| Difaa El Jadida   | Marruecos  | 2017-2020 |
| Polvorín F. C.    | España     | 2021      |
| Rodos F. C.       | Grecia     | 2021-2022 |
| Al-Hedood S. C.   | Irak       | 2022      |
| Al Quwa Al Jawiya | Irak       | 2023-     |